# Língua gestual hauçá
Língua Gestual Hauçá (no Brasil: Língua de Sinais de Hauçá) é a língua gestual da comunidade surda nas áreas habitadas por falantes da língua hauçá, no norte da Nigéria, África. Além desta língua de sinais, na Nigéria existe ainda a língua de Sinais de Bura.